# Fundación Heinrich Böll
La Fundación Heinrich Böll es una de las fundaciones políticas alemanas, vinculada estrechamente al partido Los Verdes de Alemania pero independiente de este. Fue creada en 1997 por una agrupación amplia de ciudadanos intelectuales, científicos, periodistas, artistas y activistas de movimientos sociales, ecologistas y feministas. Establece como tarea principal la educación política en el ámbito nacional e internacional que está orientada a promover la formación de la voluntad democrática, el compromiso sociopolítico y el entendimiento entre de los pueblos. 
Además promueve el arte y la cultura, la ciencia e investigación y el desarrollo internacional basado en la ecología, la democracia, la solidaridad y la no violencia.

## Misión y estructura
La Fundación Heinrich Böll (o Heinrich Böll Stiftung, HBS por su sigla en alemán) es una agencia que promueve los proyectos de los verdes, un "think tank" de políticas públicas y una red internacional. Los temas centrales de la fundación son la ecología y la sustentabilidad, la democracia y los Derechos Humanos, la autodeterminación y la justicia. Todo esto, en el marco de un énfasis particular por la democracia de género, que significa la emancipación social y la igualdad de derechos para hombres y mujeres. La fundación está comprometida con los derechos igualitarios para minorías étnicas y culturales, y aboga por un participación política y social de los inmigrantes. También promueve la no violencia y es proactiva en políticas pacifistas.
La Fundación tiene su sede en Berlín, Alemania y mantiene 30 oficinas alrededor del mundo, en ciudades como Pekín, Bruselas, Kabul, Nueva Deli, Río de Janeiro, Tel Aviv, Ciudad de México y Washington D. C.. Las oficinas de la Fundación Böll en América Latina se encuentran en México, El Salvador, Río de Janeiro y Santiago de Chile.
La Fundación tiene una política de democracia de género por la cual cuenta con dos directores, roles ocupados en estos momentos por Dr. Imme Scholz y Jan Philipp Albrecht.

## Heinrich Böll, el escritor

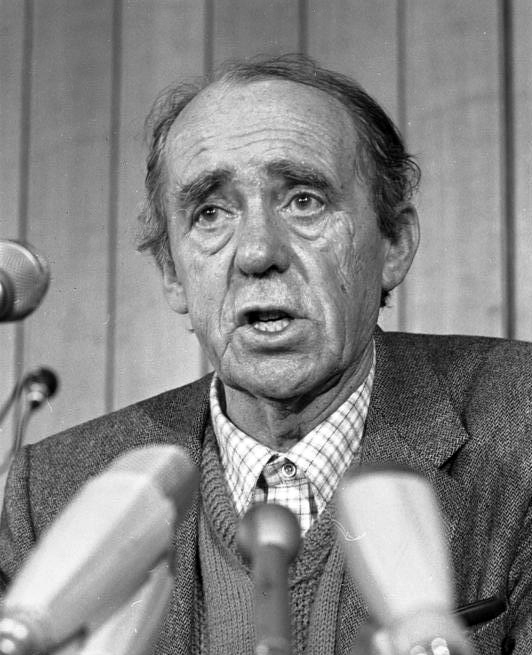
Böll en conferencia de prensa en 1981

Heinrich Böll (nacido en 1917, fallecido en 1985) es considerado uno de los más importantes escritores de Alemania. Fue un narrador crítico de la historia de Alemania del siglo XX y muchos de sus libros se consideran clásicos de la literatura de su país. 

"Atado a la época y sus contemporáneos, en lo vivido, lo sufrido, lo visto y lo escuchado". Heinrich Böll.

Su obra tuvo importante influencia sobre la cultura política alemana, en áreas como los derechos humanos y civiles y en los movimientos pacifistas de la década de 1980. En 1972 recibió el Premio Nobel de Literatura por sus novelas y cuentos cortos. En 1970. Böll se convirtió en el presidente de la Asociación PEN, una organización mundial que trabaja para promover la amistad y la cooperación intelectual entre escritores. 
Alguno de sus libros más importantes son "El pan de los años tempranos", "Billar a las nueve y media", "Opiniones de un payaso", "Retrato de un grupo con señora", El honor perdido de Katharina Blum, "Mujeres ante un paisaje fluvial" y el "Diario irlandés".
Tras la aprobación de la Convención Nacional de Alianza 90/Los Verdes y la familia Böll, la Fundación lleva el nombre de este reconocido escritor. Según indica la Fundación, Böll personifica sus valores: coraje para sostener las propias creencias, participar en asuntos públicos y mantener un activismo incondicional para apoyar la dignidad y los derechos humanos. Böll alentó a otros a participar activamente en los procesos políticos y fue autor y promotor de la celebrada frase "Involucrarse es la única forma de seguir siendo realistas".
Falleció en Langenbroich, cerca de la ciudad de Düren, el 16 de julio de 1985.

## Temas prioritarios
La Fundación Heinrich Böll trabaja en un amplio abanico de temas, con particular énfasis en: 
Cambio Climático: La fundación se enfoca en el concepto de Derechos del Desarrollo verde, y argumenta que la única forma de quebrar la tensión entre el clima y la crisis del desarrollo es ampliar la agenda de la protección climática para incluir la protección del desarrollo digno.
Democracia: La fundación apoya el reclamo democrático a través del fortalecimiento de las instituciones y la construcción de una ciudadanía activa y sustantiva que conozca y ejerza con plenitud sus derechos fundamentales. Favorece y propicia la creación de espacios para el debate público y promueve la construcción de valores ciudadanos para un fortalecimiento de la sociedad civil y su relación con los partidos políticos y las instituciones democráticas.